# 耶尔日
耶尔日（法語：Hierges，法語發音：[jɛʁʒ]）是法国大東部大區阿登省的一个市镇，属于沙勒维尔-梅济耶尔区。

## 地理
耶尔日（50°6'18"N, 4°44'24"E）面积4.05 平方千米，位于法国大東部大區阿登省，该省份为法国北部内陆省份，西接埃纳省，南至马恩省，东临默兹省，北与比利时接壤。
与耶尔日接壤的市镇（或旧市镇、城区）包括：欧布里沃、维勒莫兰、维勒瓦勒朗。

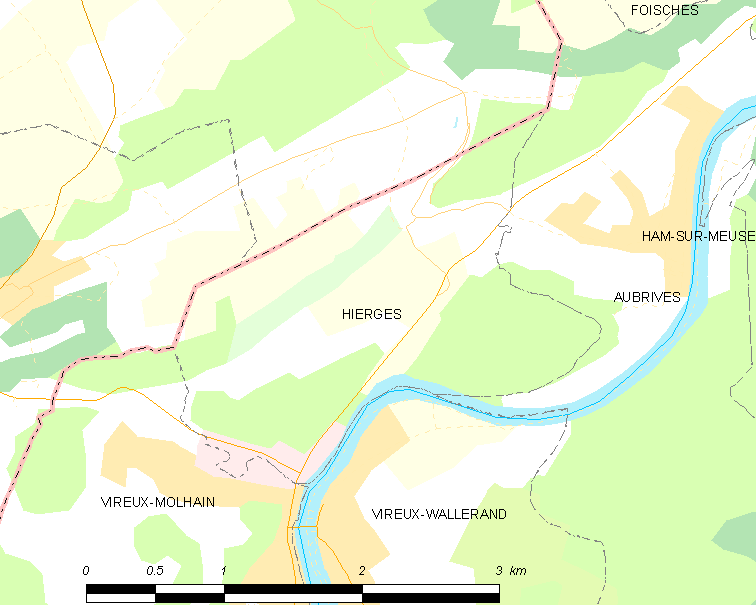
耶尔日的OSM定位图

耶尔日的时区为UTC+01:00、UTC+02:00（夏令时）。

## 行政
耶尔日的邮政编码为08320，INSEE市镇编码为08226。

## 政治
耶尔日所属的省级选区为日韦县。

## 人口

1962-2008年间耶尔日人口变化图示

耶尔日于2022年1月1日时的人口数量为164人。